# دم‌شلاقی چشم‌ریز
دم‌شلاقی چشم‌ریز (نام علمی: Coelorinchus mirus) نام یک گونه از تیره دم‌شلاقی است.